# Voetbalkampioenschap van het Graafschap Mansfeld
Het voetbalkampioenschap van het Graafschap Mansfeld (Duits: 1. Klasse Grafschaft Mansfeld) was een van de regionale voetbalcompetities van de Midden-Duitse voetbalbond, die bestond van 1913 tot 1917. De kampioen plaatste zich telkens voor de Midden-Duitse eindronde en maakte zo ook kans op de nationale eindronde.
Door het uitbreken van de Eerste Wereldoorlog vond er in 1914/15 geen competitie plaats. Dezelfde vijf teams als het voorgaande jaar zouden deelnemen. In 1916/17 werden een aantal teams uit Sangerhausen, die voorheen in de Kyffhäuserse competitie speelden overgeheveld naar deze competitie. Na dit seizoen werden beide competities samengevoegd. 

## Erelijst
- 1914 VfB Eisleben
- 1915  Geen competitie
- 1916 FC Hohenzollern Helfta
- 1917 VfB Eisleben

### Seizoenen eerste klasse
| Club                             | /3 | Periode (1913-1914, 1915-1917) |
| -------------------------------- | -- | ------------------------------ |
| VfB Eisleben                     | 3  | 1913-1914, 1915-1917           |
| FC Adler Eisleben                | 3  | 1913-1914, 1915-1917           |
| FC Helvetia Eisleben             | 3  | 1913-1914, 1915-1917           |
| FC Hohenzollern Helfta           | 3  | 1913-1914, 1915-1917           |
| BC Creisfeld                     | 2  | 1913-1914, 1916-1917           |
| BSC 1907 Sangerhausen            | 1  | 1916-1917                      |
| VfB 06 Sangerhausen              | 1  | 1916-1917                      |
| FV Viktoria 1912 Klostermansfeld | 1  | 1916-1917                      |
| FC Wacker Helbra                 | 1  | 1916-1917                      |

1913/14 · 1914/15 · 1915/16 · 1916/17